# TT193
| p · t | H | Aa13 | H | b | W3 · N5 |

| p · t | H | Aa13 | H | b | W3 · N5 |

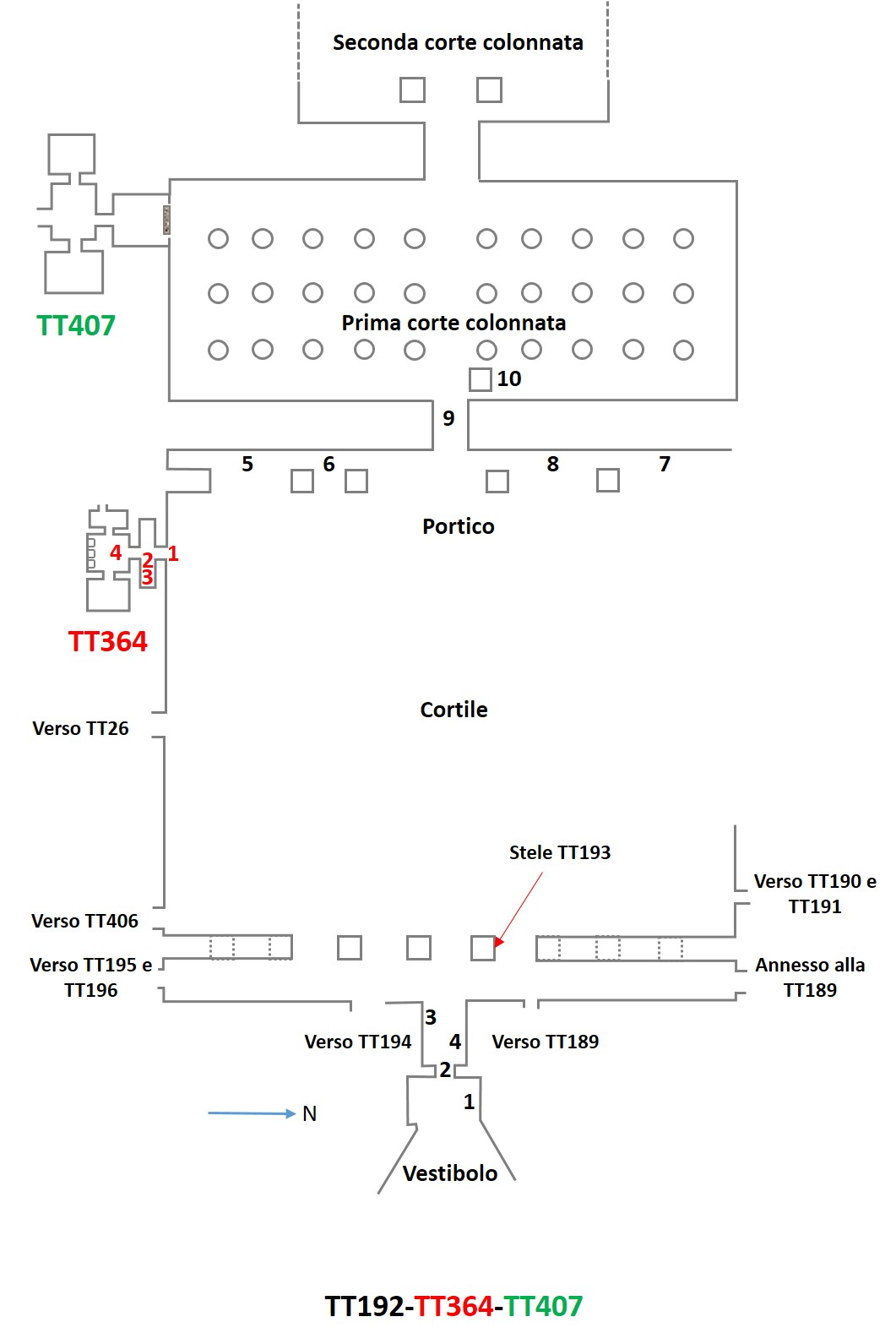
Planimetria dell'area in cui insistono le tombe TT192, TT364, TT407 (in basso a destra l'accesso alle tombe TT190 e TT191)

TT193 (Theban Tomb 193) è la sigla che identifica una delle Tombe dei Nobili ubicate nell'area della cosiddetta Necropoli Tebana, sulla sponda occidentale del Nilo dinanzi alla città di Luxor, in Egitto. Destinata a sepolture di nobili e funzionari connessi alle case regnanti, specie del Nuovo Regno, l'area venne sfruttata, come necropoli, fin dall'Antico Regno e, successivamente, sino al periodo Saitico (con la XXVI dinastia) e Tolemaico.

## Titolare
TT191 era la tomba di:
| Titolare  | Titolo                                                            | Necropoli  | Dinastia/Periodo | Note                                               |
| --------- | ----------------------------------------------------------------- | ---------- | ---------------- | -------------------------------------------------- |
| Ptahemheb | Responsabile del sigillo nella tesoreria dei possedimenti di Amon | El-Assasif | XIX dinastia     | è presente solo una stele; accessibile dalla TT189 |

## Biografia
Unico dato biografico ricavabile dalla stele TT193 è il nome della moglie del defunto, Tadetawert.

## La tomba
Non esiste traccia della TT193, se non per una stele ad essa imputabile che ne testimonia l'esistenza e che si trova nel cortile antistante varie altre tombe; si ritiene tuttavia che i locali di tale sepoltura siano compresi tra quelli della TT192. Sulla stele, in tre registri sovrapposti, duplice scena del defunto che adora Osiride e Ra-Horakhti; segue scena di Cerimonia di apertura della bocca officiata da un prete dinanzi alla mummia in presenza di un prete lettore.

### Annotazioni
1. ↑  La numerazione dei locali e delle pareti segue quella di Porter e Moss 1927, p. 296.
2. ↑  La prima numerazione delle tombe, dalla numero 1 alla 253, risale al 1913 con l'edizione del "Topographical Catalogue of the Private Tombs of Thebes" di Alan Gardiner e Arthur Weigall. Le tombe erano numerate in ordine di scoperta e non geografico; ugualmente in ordine cronologico di scoperta sono le tombe dalla 253 in poi.
3. ↑  I campi della Duat, ovvero l'aldilà egizio, si trovavano, secondo le credenze, proprio sulla riva occidentale del grande fiume.
4. ↑  Nella sua epoca di utilizzo, l'area era nota come "Quella di fronte al suo Signore" (con riferimento alla riva orientale, dove si trovavano le strutture dei Palazzi di residenza dei re e i templi dei principali dei) o, più semplicemente, "Occidente di Tebe".
5. ↑  le Tombe dei Nobili, benché raggruppate in un'unica area, sono di fatto distribuite su più necropoli distinte.
6. ↑  Le note, sovente di inquadramento topografico della tomba, sono tratte dal "Topographical Catalogue" di Gardiner e Weigall, ed. 1913 e fanno perciò riferimento alla situazione dell'epoca.
7. ↑  Era compito dei preti "lettori" l'organizzazione delle cerimonie e la recitazione ad alta voce, durante le cerimonie sacre, degli inni previsti. Proprio per tale conoscenza delle invocazioni giuste e corrette, i "lettori" venivano considerati detentori di poteri magici.

### Fonti
1. 1 2  Porter e Moss 1927,  p. 300.
2. ↑  Gardiner e Weigall 1913.
3. ↑  Donadoni 1999,  p. 115.
4. ↑  Gardiner e Weigall 1913, p. 34.
5. ↑  Gardiner e Weigall 1913, pp. 34-35.
6. ↑  Gardiner e Weigall 1913, p. 35.
7. ↑  Porter e Moss 1927,  p. 297, confermata in edizione del 1970.
8. ↑  Porter e Moss 1927,  confermata nell'edizione del 1970, p. 300.